# Klaus Senger
Klaus Senger (* 19. Oktober 1945 in Castrop-Rauxel) ist ein ehemaliger deutscher Fußballspieler. Der überwiegend in der Defensive eingesetzte Spieler hat bei den Vereinen FC Schalke 04, Fortuna Düsseldorf und Rot-Weiss Essen von 1965 bis 1975 insgesamt 181 (3 Tore) Spiele in der Fußball-Bundesliga absolviert. Mit Schalke 04 stand Senger 1969 im DFB-Pokalfinale.

## Karriere
Klaus Senger spielte bereits in der Jugend beim FC Schalke 04. Nach der A-Jugend schaffte er zunächst nicht den Sprung in die Bundesligamannschaft und spielte in der Schalker Amateurmannschaft. Mit dem Aufsteiger belegte Senger 1964/65 in der Verbandsliga Westfalen den 11. Platz. Nachdem Schalke nach der Saison 1964/65 im Bundesligakader die Abgänge von Leistungsträgern wie Reinhard Libuda, Willi Koslowski, Waldemar Gerhardt, Hans Nowak, Egon Horst, Willi Schulz und Gyula Tóth zu verkraften hatte, wurde Senger von Trainer Fritz Langner gemeinsam mit Torhüter Josef Elting von den Amateuren in die Profimannschaft befördert. Zusätzlich wurden noch die Zugänge von Klaus Fichtel, Gerhard Neuser, Alfred Pyka und Heinz Pliska getätigt. Seinen ersten Bundesligaeinsatz hatte Senger am 26. Februar 1966 im Revierderby gegen Borussia Dortmund. Bei Schalke fehlten mit Karl-Heinz Bechmann, Neuser und Harald Klose drei Spieler infolge Verletzungen, so dass sich der Angriff der „Königsblauen“ aus Siegfried Werner, Günter Herrmann, Werner Weikamp, Manfred Kreuz und Senger zusammen setzte. Das Spiel ging allerdings mit 0:7 verloren und der vormalige Amateur stürmte dabei erfolglos auf Linksaußen. In der Bundesliga Chronik ist festgehalten, „dass Reinhard Libuda die beiden Schalker Verteidiger Friedel Rausch und Hans-Jürgen Becher schwindelig gespielt hat, während die Schalker Stürmer praktisch überhaupt keine Rolle gespielt hätten.“
Seinen Durchbruch hatte Senger am 2. Spieltag der Saison 1966/67, als die Stammverteidiger Hans-Jürgen Becher und Friedel Rausch verletzungsbedingt fehlten und Senger dadurch regelmäßiger zum Einsatz kam. In der Saison 1967/68 war er Stammspieler, zunächst unter Trainer Karl-Heinz Marotzke und nach dessen Entlassung auch unter Trainer Günter Brocker. 1969 erreichte er unter Trainer Rudi Gutendorf das DFB-Pokalfinale. Obwohl das Finale gegen den deutschen Meister FC Bayern München verloren ging, konnte Senger seine ersten Europapokalspiele mit Schalke im Europapokal der Pokalsieger 1969/70 bestreiten. Schalke kam bis ins Halbfinale, wo der Club gegen Manchester City ausschied. Senger verletzte sich jedoch im Viertelfinale gegen Dinamo Zagreb schwer und kam im Halbfinale nicht mehr zum Einsatz.
1971 wechselte Senger zu Fortuna Düsseldorf, wo er seine erfolgreichste Saison 1972/73 erlebte. Unter Trainer Heinz Lucas und an der Seite von Mitspielern wie Reiner Geye, Dieter Herzog, Gerd Zewe und Klaus Budde wurde er mit Düsseldorf Dritter der Bundesliga. Zum Ende dieser Saison wechselte er zu Rot-Weiss Essen und war dort zwei Jahre lang Stammspieler neben Werner Lorant, Günter Fürhoff, Dieter Bast, Manfred Burgsmüller und Willi Lippens unter den Trainern Horst Witzler und Diethelm Ferner. Als Ivica Horvat Trainer der Essener wurde, verlor Senger seinen Stammplatz und kam in der Saison 1975/76 überhaupt nicht mehr zum Einsatz.
Da er als Schalker Spieler in den Bundesliga-Skandal verwickelt war, wurde er, inzwischen Essener Spieler, durch den DFB vom 21. Februar bis 30. Juni 1976 gesperrt.
Er ließ anschließend seine aktive Laufbahn beim TuS Klosterhardt ausklingen und begann eine Ausbildung zum medizinischen Bademeister. Neben der Arbeit als Bademeister in einem Krankenhaus in Castrop-Rauxel trainierte Senger kleinere Vereine und koordiniert als Teamchef die Spiele der Traditionsmannschaft des FC Schalke 04. Hier spielt er mit ehemaligen Kollegen wie Klaus Fichtel, Rolf Rüssmann und Klaus Fischer.